# Zelandija
Zelandija (dansko Sjælland) s 7031 km² je največji in najbolj poseljen otok v ožji Danski (torej brez Grenlandije in otoka Disko, ki sta večja). Zelandija je imela 1. januarja 2020 2.319.705 prebivalcev.
Zelandija je 13. največji otok v Evropi po površini in 4. najbolj poseljen. Z otokoma Sprogø in Funen je povezan s fiksno povezavo Great Belt, z otokom Amager pa z več mostovi v Københavnu. Posredno, prek otoka Amager in Øresundskega mostu, je povezan tudi s Skanijo na Švedskem. Na jugu ga most Storstrøm in mostovi Farø povezujejo s Falsterjem in onkraj tega otoka z Lollandom, od koder je načrtovan predor Fehmarnbelt v Nemčijo.
København, glavno mesto Danske, ki je imel leta 2020 med 1,3 in 1,4 milijona prebivalcev, leži večinoma na vzhodni obali Zelandije in deloma na otoku Amager. Druga mesta na Zelandiji so Roskilde, Hillerød, Næstved, Helsingør, Slagelse, Køge, Holbæk in Kalundborg.
Administrativno je Zelandija razdeljena med dve danski regiji: metropolitansko območje Københavna in Severna Zelandija spadata v regijo glavnega mesta, medtem ko glavni in bolj podeželski del otoka pripada regiji Zelandija.

## Etimologija
Izvor danskega imena Sjælland ni natančno znan. Sjæl v sodobni danščini pomeni 'duša'; domneva se izpeljava iz siô/sæ (kar pomeni 'jezero' ali 'morje'). Vendar pa je danes pogosta hipoteza, da starodanska oblika Siâland temelji na besedi *selha- s končnico *wundia-. Slednje pomeni 'označuje, spominja'. Beseda *selha- ima lahko dva različna pomena: 'tjulenj' (v sodobni danščini sæl) ali 'globok zaliv, fjord'. Ker je Roskilde velika in starodavna naselbina na Zelandiji, dostopna po morju skozi ozek fjord Roskilde (odcepljen od Isefjorda), se domneva, da so mornarji poimenovali otok po tem. Švedsko ime otoka je Själland, neposreden prevod druge pisave, ki se uporablja v tem jeziku.
Oblika Zelandioja je lahko izposojena iz nemške oblike Seeland. Te oblike lahko temeljijo na predpostavki, da prvi del pomeni morje ali jezero (nemško See), ali pa preprosto temeljijo na alternativni danski obliki imena, Sælland, ki je bila pogosta do 19. stoletja.

### Povezava z Novo Zelandijo
Otoška država Nova Zelandija je etimološko povezana z Zelandijo. Nova Zelandija je dobila ime po nizozemski provinci Zeeland, ki se včasih imenuje tudi Zelandija in/ali anglicizirana, vendar je ne smemo zamenjevati z danskim otokom. Vendar pa obstaja zgodovinska povezava med Dansko in Novo Zelandijo, ki temelji na priseljevanju Skandinavcev, zlasti Dancev, v 19. stoletju na Severni otok Nove Zelandije, zlasti v okrožja južnega zaliva Hawkes Bay in severnega Wairarapa.

## Zgodovina
Plemene Danci so prišli iz Zelandije in Scanije in so govorili zgodnjo obliko severnogermanskega jezika. Zgodovinarji verjamejo, da so pred njihovim prihodom večino Jutlandije in najbližjih otokov poselila plemena Jutov. Juti so se sčasoma preselili v Veliko Britanijo, nekateri kot plačanci britonskega kralja Vortigerna, in dobili jugovzhodna ozemlja Kenta, otok Wight in druga območja, kjer so se naselili. Kasneje so jih absorbirali ali etnično očistili invazivni Angli in Sasi, ki so oblikovali Anglosase. Preostalo jutiško prebivalstvo v Jutlandiji se je asimiliralo z naseljenimi Danci.
Valdemarjev zelandski zakon je bil civilni zakonik, sprejet v 13. stoletju. Pred sprejetjem jutlandskih, zelandskih in skandinavskih zakonov v vseh naseljih na Danskem ni bilo enotnosti zakonov. Ringsted in kasneje Roskilde sta bili prvi pomembni politični in verski središči na otoku, to vlogo pa je kasneje prevzel København. Drugi pomembni verski središči pred reformacijo sta bili opatija Sorø v Sprøju in opatija Esrom v Rsrumu. S svojo strateško lego na vhodu v Øresund, zlasti po izgradnji gradu Kronborg in uvedbi Sound Duesa, se je Helsingør pozneje razvil v najpomembnejše mesto in pristanišče zunaj Københavna.
Večina Severne Zelandije je bila stoletja, začenši v poznem 16. stoletju, v lasti krone in se uporabljala predvsem kot kraljeva lovska domena. Lokalni dvorci so imeli osrednjo vlogo v gospodarstvu na preostalem delu otoka.
Zgodnja industrijska središča zunaj Københavna so vključevala Mølleåen z vodnimi mlini, tovarno orožja Kronborg v Hellebæku, Frederickovo tovarno Johana Frederika Classena v Frederiksværku in tekstilno tovarno Køng Nielsa Ryberga v Vordingborgu. Precejšnji deli najjužnejšega dela otoka so bili v 18. stoletju del konjeniškega okrožja Vordingborg.
Prve železnice na otoku je zgradil Det Sjællandske Jernbaneselskab (1847-1888). Prvi odsek je bil odprt med Københavnom in Roskildom leta 1847.

## Mitološki izvori
V nordijski mitologiji, kot je opisano v Gylfaginningu, je otok ustvarila boginja Gefjon, potem ko je pretentala Gilfija, švedskega kralja. Odstranila je kos zemlje in ga prepeljala na Dansko, ki je postala Zelandija. Prazno območje je bilo napolnjeno z vodo in postalo je jezero Mälaren. Ker pa sodobni zemljevidi kažejo podobnost med Zelandijo in švedskim jezerom Vänern, ga včasih identificirajo kot luknjo, ki jo je pustila Gefjon. Gefjon je kraljica kralja Skjöldra, istoimenskega prednika Scildingov, ki je povezan z etimološko razpravo.

## Geografija
Zelandija je najbolj poseljen danski otok. Je nepravilne oblike in je severno od otokov Lolland, Falster in Møn. Takoj vzhodno leži majhen otok Amager.
København je večinoma na Zelandiji, vendar se razteza čez severni Amager. Številni mostovi in københavnska podzemna železnica povezujejo Zelandijo z Amagerjem, ki je s Scanio na Švedskem povezan z Øresundskim mostom prek umetnega otoka Peberholm. Zelandija je na zahodu povezana z otokom Funen z mostom Great Belt, Funen pa je prav tako z mostovi povezan s celino države, Jutlandijo.
5. junija 2007 je regionalna podružnica nacionalne radiotelevizije DR poročala, da je Kobanke na jugovzhodu blizu mesta Rønnede v občini Faxe z višino 122,9 metra najvišja naravna točka na Zelandiji. Gyldenløveshøj, južno od mesta Roskilde, ima višino 126 metrov, vendar je to posledica hriba, ki ga je ustvaril človek iz 17. stoletja, njegova najvišja naravna točka pa je le 121,3 metra.
Zelandija je dobila ime po dobi Selandian, obdobju paleocena.

## Večja mesta
| #  | Mesto     | Občina        | Št. prebivalcev |
| -- | --------- | ------------- | --------------- |
| 1  | København | več           | 1.213.822       |
| 2  | Roskilde  | Roskilde      | 47.828          |
| 3  | Helsingør | Helsingør     | 46.368          |
| 4  | Hørsholm  | več           | 45.865          |
| 5  | Næstved   | Næstved       | 41.857          |
| 6  | Køge      | Køge          | 35.295          |
| 7  | Taastrup  | Høje-Taastrup | 32.719          |
| 8  | Slagelse  | Slagelse      | 32.133          |
| 9  | Hillerød  | Hillerød      | 30.570          |
| 10 | Holbæk    | Holbæk        | 27.195          |